# 153
153 рік — невисокосний рік, що почався в понеділок за григоріанським календарем. 
Римська імперія •  Парфянське царство •  Кушанське царство •  Східна Хань •  Сармати

## Геополітична ситуація
У Римській імперії править імператор Антонін Пій (до 161). Імперія  займає Апеннінський, Піренейський та Балканський півострови, Галлію, частину Британії, Близький Схід, Північну Африку включно з Єгиптом. 
Наймогутніша держава центральної Азії — Парфянське царство. Наймогутніша держава Індостану — Кушанське царство. Династія Хань править у Китаї.  Корейський півострів ділять між собою Три корейські держави. 
Триває докласичний період цивілізації мая.
На території майбутньої України, в степах Причорномор'я, кочують сармати, північніше — племена Черняхівської культури.

## Події

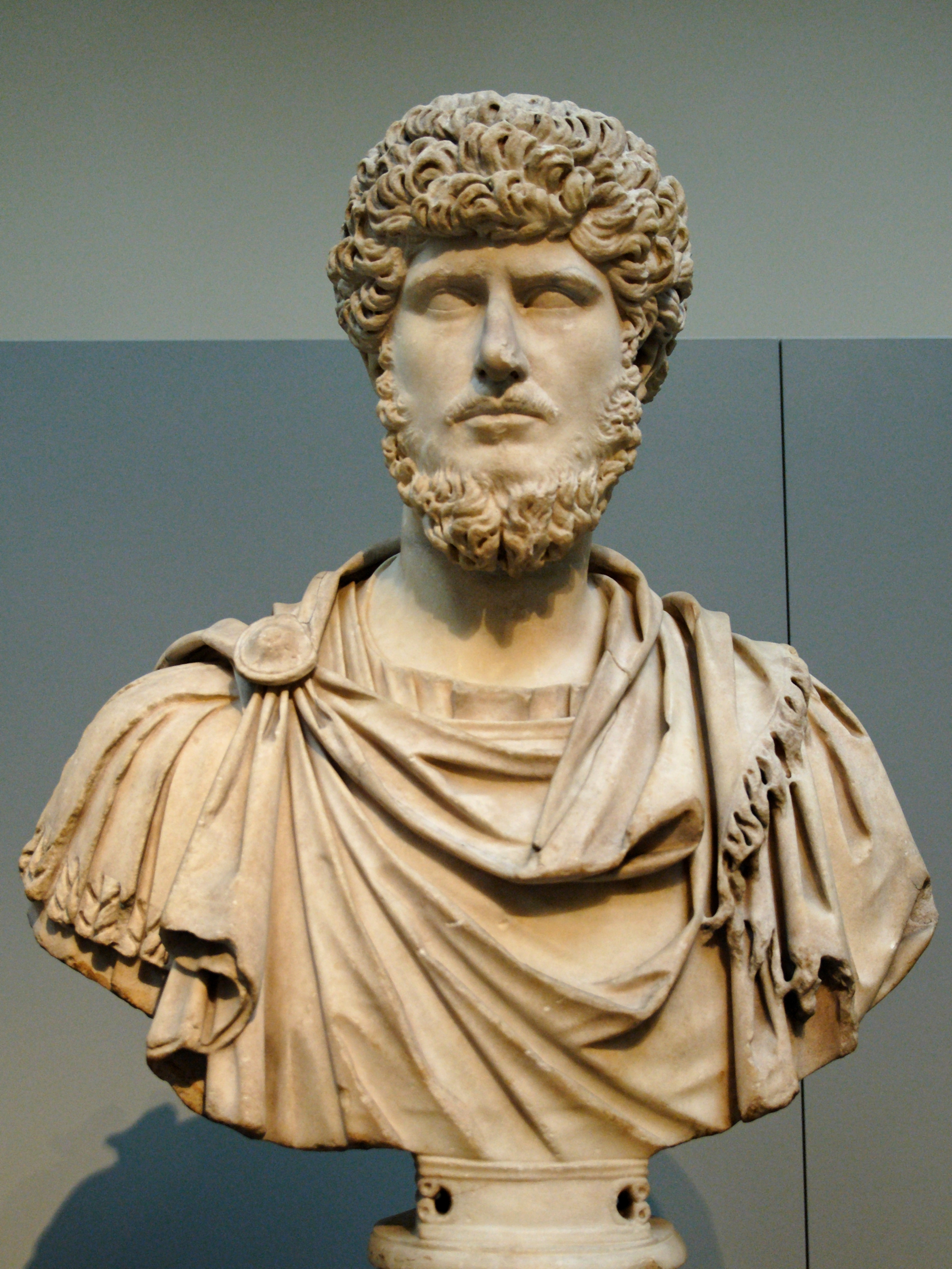
Луцій Вер

- Консулами у Римі були Луцій Фульвій та Авл Юній Руфін. Квестор — Луцій Вер.
- В Єгипті відбувалися незначні заворушення.

- Через руйнування гребель на річці Хуанхе в Китаї сталася  руйнівна повінь.
- Спалахнуло повстання в князівстві Чеши (Синьцзян-Уйгурський автономний район). Повсталі втекли до хунну.

## Народились
- Кун Жун — китайський державний діяч та поет часів занепаду династії Хань, один із «Семи мужів».